# SPS 후안 카를로스 1세
SPS 후안 카를로스 1세는 스페인의 강습상륙함이다. 미국 해군의 와스프급 강습상륙함(LHD)을 본따서 만들었으며, 스키 점프대를 갖추었다.

## LHD
LHD는 헬리콥터와 도크가 있다는 뜻으로 공기부양정 3대 이상과 헬리콥터를 탑재할 수 있을 때 LHD로 명명된다. SPS 후안 카를로스 1세 상륙함은 갑판이 넓고 평평하며, 전투기를 탑재할 수 있고 LCAC나 LCU같은 상륙정을 3대 탑재할 수 있다. 또한 SPS 후안 카를로스 1세는 많은 선원들과 군인들을 태울수 있다.

## 건조
처음엔 건조비로 3억 6천만 유로(4억 6753만 달러, 5733억원)을 예상했지만, 최종적으로는 4억 6200만 유로(6억 달러, 7386억원)이 들었다. 한국은 백령도함 건조에 3조 1000억원을 예상하는데, 백령도함의 크기를 추측해 볼 수 있는 대목이다.

## 항공기 탑재

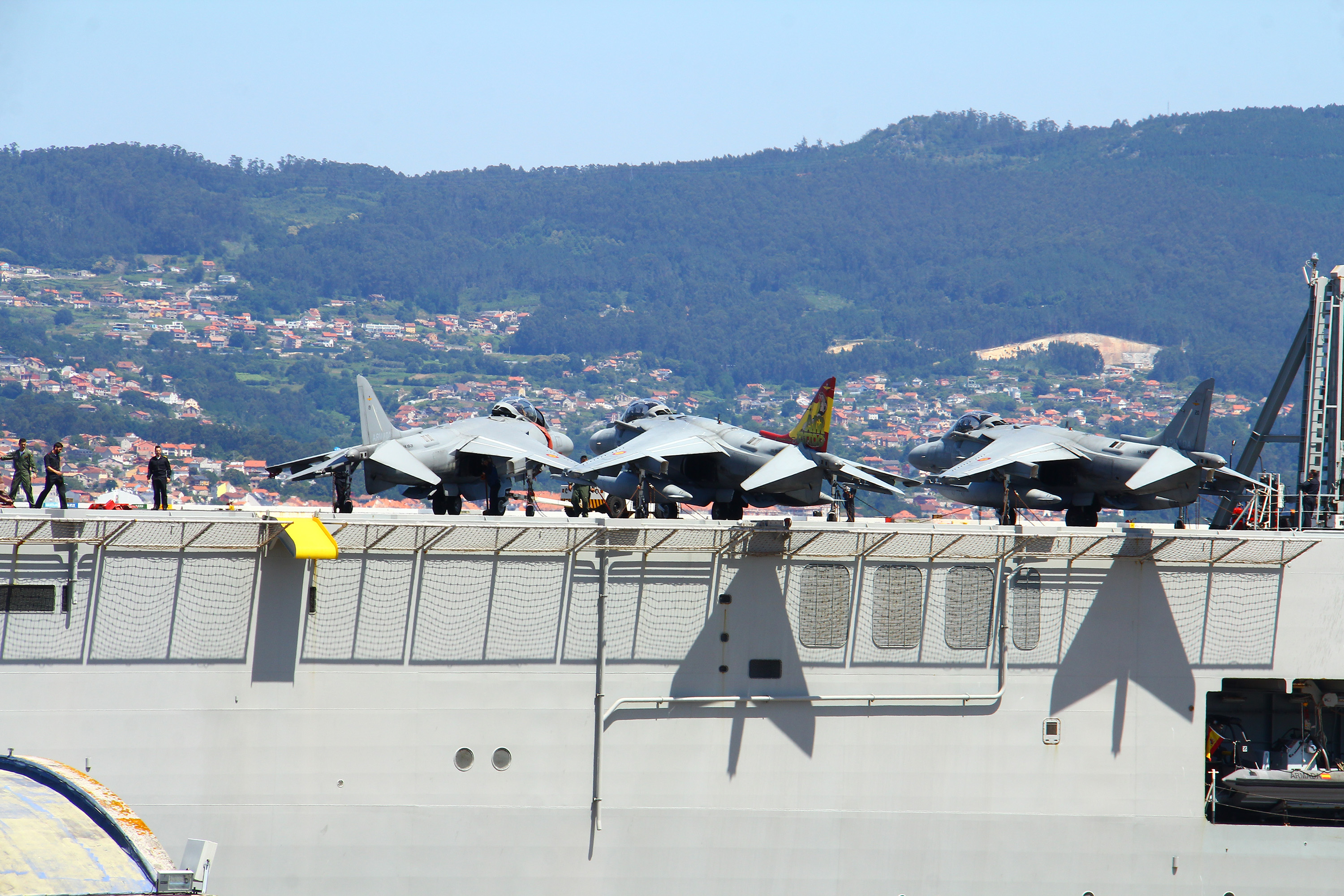
2019년 카를로스함의 해리어 전투기

공격임무일 때는 AV-8B 해리어 II 또는 F-35B 25대를 탑재한다. 공격/수송임무 일 때는 전투기 11대, NH90 수송헬기 12대로 구성한다. 수송임무일 때는 NH90 수송헬기 25대를 탑재한다. 모든 경우에 비행갑판에 헬기 착륙장 6개는 비운채로 준비한다. 비행갑판은 전투기가 이착륙하는 일직선의 활주로 부분과, 그 옆에 전투기, 헬기 등을 세워놓을 수 있는 부분으로 나눠져 있다. 그 일직선 부분이 헬기 착륙장 6개다.
NH90 수송헬기는 유럽이 개발했으며, 미국 시호크 헬기처럼 최대이륙중량 10톤짜리 헬기이다.
스페인은 아직 AV-8B 해리어 II만 있고, F-35B는 수입하지 않았으며, 앞으로 수입할 것이라는 보도가 좀 나오는 정도이다.

## 수출
호주의 캔버라급 강습상륙함, 튀르키예의 TCG 아나돌루로 수출되었다. 튀르키예에는 라이센스만 수출했다. F-35B 전투기 개발에는 레벨1,2,3의 파트너 국가가 참여했다. 국제공동개발 방식을 취했다. 스페인과 호주는 참여하지 않았지만, 튀르키예는 레벨3에 참여해서 1억 9500만 달러를 개발비로 지원했다. 그러나, 미국은 최신예 스텔스 전투기인 F-35 100대를 구매하기로 한 튀르키예가 러시아 S-400을 도입하면 F-35의 첨단 기술이 유출될 수 있다며 튀르키예에 F-35 판매를 금지했다. 스텔스기는 만능이 아니며, 러시아의 최첨단 지대공 미사일 S-400에 매우 근접비행하면, 고유의 레이더 반사 신호가 포착된다. 아직 러시아와 그 동맹국들이 F-35 기체에 레이더 전파가 반사된 고유한 신호가 무엇인지 모르고 있다는 의미이다. 한국도 러시아 S-300을 수입할 때, 미국이 매우 반발했었다. 결국 튀르키예처럼 러시아제 직수입은 못하고, 20년 정도 걸려서 천궁 미사일로 국산화를 해야만 했다. 북한처럼 구식 레이더일 경우에는, 근접 비행을 해도 레이더에 포착이 안되지만, 러시아 최신형인 S-400의 경우에는, 어느정도 멀리서 비행을 하면 포착이 안되고, 매우 근접하면 포착이 된다.

## 같이 보기
- 항공모함
- 프린시페 데 아스투리아스 (항공모함)
- 캔버라급 강습상륙함 - 호주 해군
- TCG 아나돌루 - 튀르키예 해군